# Siento
A Luca Noise – Siento Gigi D'Agostino 2006-os house stílusú kislemeze, amely CD-n és bakelitlemezen is megjelent a Noisemaker kiadásában. A lemezen hallható számok eredeti szerzője Luca Noise, és Gigi D'Agostino neve alatt, társ dj-ként jegyzi a korongot.

## A számok listája
1. Siento (Sintesi) (03:23)
2. Siento (03:54)
3. Bicicletta (03:53)
4. Crazy (04:28)